# Pro14 2019-2020
Il Pro14 2019-20 fu la 3ª edizione della competizione transnazionale di rugby a 15 per club delle federazioni gallese, irlandese, italiana, scozzese e sudafricana, nonché la 19ª assoluta dalla sua istituzione.
Si tenne dal 27 settembre 2019 al 12 settembre 2020 tra 14 squadre che si incontrarono nella stagione regolare con la formula a due gironi che avrebbero dovuto esprimere sei squadre per i play-off prima che una modifica regolamentare introdotta a seguito della pandemia di COVID-19 abbassasse tale numero a quattro.
Il torneo fu noto con il nome commerciale di Guinness Pro14 per via della sponsorizzazione garantita da Diageo, la multinazionale britannica proprietaria del marchio di birra Guinness, a seguito di un accordo stipulato nel 2014.
Originariamente previsto per terminare – come di consuetudine – a maggio, fu completamente stravolto dalla pandemia e la sua durata temporale si estese a quasi un anno, a ridosso dell'avvio dell'edizione successiva.
A laurearsi campione, nella finale tenutasi a porte chiuse per motivi sanitari all'Aviva Stadium di Dublino, fu il Leinster, al suo terzo successo consecutivo e settimo assoluto, che batté la connazionale Ulster per 27-5.
La successiva stagione iniziò appena tre settimane dopo la finale.
Il valore delle marcature, come stabilito da World Rugby nel 2017, è: 5 punti per ciascuna meta (7 se trasformata), 7 punti per la meta tecnica, 3 punti per la realizzazione di ciascun calcio piazzato, idem per il drop.

## Formula
Per i campionati 2019-20 e 2020-21 i due gironi in cui furono ripartite le quattordici squadre ebbero la stessa composizione.

### Prima della pandemia
La fase a gironi del torneo era previsto si svolgesse nel modo seguente:
- incontro di andata e ritorno tra le squadre di uno stesso girone (12 gare ciascuna);
- incontro di ogni squadra di ciascun girone con tutte quelle dell'altro girone, in gara di sola andata (7 gare ciascuna);
- per mantenere in pari il numero di derby, incontro in gara di andata e ritorno tra due squadre dello stesso Paese anche se facenti parte dell'altro girone (2 gare ciascuna);

Erano previsti quindi 21 incontri.
Qualificazione di 6 squadre ai play-off:
- la vincitrice di ogni girone direttamente a ciascuna delle due semifinali;
- la seconda di ogni girone al barrage in gara unica contro la terza dell'altro girone, con accesso alla semifinale riservato alle vincenti di tale barrage;
- finale si tenne in gara unica tra le vincitrici della semifinale[5].

### Modifiche a seguito della pandemia
A febbraio 2020, durante lo svolgimento della fase a gironi, furono dapprima rinviati a data da destinarsi gli incontri su territorio italiano a seguito dei decreti governativi a contrasto dell'insorgere della pandemia; a seguire il governo proibì anche i trasferimenti all'estero delle squadre italiane, e infine il comitato esecutivo del Pro14, il 12 marzo 2020, decise il rinvio del torneo a tempo indeterminato, non essendo possibile garantire, nell'ordine, la sicurezza dei giocatori e la regolarità del calendario.
Il 22 luglio successivo Celtic Rugby annunciò la ripresa del torneo a far data dal 21 agosto con le seguenti modifiche al calendario e al formato:
- fatte salve le partite già disputate, il numero di incontri da disputare nella fase a gironi scalò da 21 a 15; gli incontri rinviati della tredicesima giornata furono dichiarati pareggi per zero a zero e premiati con due punti in classifica a ciascuno dei contendenti;
- la quattordicesima e quindicesima giornata furono annullate e sostituite dai derby tra le franchigie dello stesso Paese;

Per quanto riguarda altresì l'eliminazione diretta, si procedette alle seguenti modifiche:
- invece di sei squadre, si qualificarono direttamente alla semifinale le prime due di ogni girone; la vincente di un girone affrontò in gara unica la seconda dell'altro girone;
- la finale, tra le vincitrici delle due semifinali, si tenne a porte chiuse all'Aviva Stadium di Dublino.

Relativamente, infine, alla qualificazione alle Coppe europee per la stagione 2020-21, fu cristallizzata la situazione alla tredicesima giornata, inclusi i risultati decisi dal giudice sportivo per impossibilità di recuperare gli incontri annullati.

## Squadre partecipanti
| Galles        | Irlanda  | Italia   | Scozia           | Sudafrica      |
| Girone A      | Girone A | Girone A | Girone A         | Girone A       |
| ------------- | -------- | -------- | ---------------- | -------------- |
| Dragons       | Leinster | Zebre    | Glasgow Warriors | Cheetahs       |
| Ospreys       | Ulster   |          |                  |                |
| Girone B      |          |          |                  |                |
| Cardiff Rugby | Connacht | Benetton | Edimburgo        | Southern Kings |
| Scarlets      | Munster  |          |                  |                |

## Fase a gironi

### Incontri
|            | 1ª giornata                |       |
| ---------- | -------------------------- | ----- |
| 27-9-2019  | Cheetahs — Glasgow         | 48-14 |
| 27-9-2019  | Munster — Dragons          | 39-9  |
| 27-9-2019  | Ulster — Ospreys           | 38-14 |
| 28-9-2019  | Benetton — Leinster        | 27-32 |
| 28-9-2019  | Edimburgo — Zebre          | 50-15 |
| 28-9-2019  | Scarlets — Connacht        | 18-10 |
| 28-9-2019  | Southern Kings — Cardiff   | 27-31 |
|            |                            |       |
|            | 4ª giornata                |       |
| 25-10-2019 | Munster — Ospreys          | 28-12 |
| 25-10-2019 | Ulster — Cardiff           | 23-14 |
| 26-10-2019 | Benetton — Southern Kings  | 36-30 |
| 26-10-2019 | Connacht — Cheetahs        | 24-22 |
| 26-10-2019 | Dragons — Glasgow          | 18-5  |
| 26-10-2019 | Edimburgo — Scarlets       | 46-7  |
| 26-10-2019 | Zebre — Leinster           | 0-3   |
|            |                            |       |
|            | 7ª giornata                |       |
| 29-11-2019 | Munster — Edimburgo        | 16-18 |
| 29-11-2019 | Ulster — Scarlets          | 29-5  |
| 30-11-2019 | Benetton — Cardiff         | 28-31 |
| 30-11-2019 | Connacht — Southern Kings  | 24-12 |
| 30-11-2019 | Dragons — Zebre            | 12-39 |
| 30-11-2019 | Glasgow — Leinster         | 10-23 |
| 30-11-2019 | Ospreys — Cheetahs         | 13-18 |
|            |                            |       |
|            | 10ª giornata               |       |
| 3-1-2020   | Cardiff — Scarlets         | 14-16 |
| 3-1-2020   | Ulster — Munster           | 38-17 |
| 4-1-2020   | Benetton — Glasgow         | 19-38 |
| 4-1-2020   | Dragons — Ospreys          | 25-18 |
| 4-1-2020   | Edimburgo — Southern Kings | 61-13 |
| 4-1-2020   | Leinster — Connacht        | 54-7  |
| 4-1-2020   | Zebre — Cheetahs           | 41-13 |
|            |                            |       |
|            | 13ª giornata               |       |
| 28-2-2020  | Leinster — Glasgow         | 55-19 |
| 28-2-2020  | Edimburgo — Cardiff        | 14-6  |
| 29-2-2020  | Benetton — Ulster          | 0-0   |
| 29-2-2020  | Dragons — Cheetahs         | 13-10 |
| 29-2-2020  | Munster — Scarlets         | 29-10 |
| 29-2-2020  | Zebre — Ospreys            | 0-0   |
| 1-3-2020   | Southern Kings — Connacht  | 19-29 |

|            | 2ª giornata               |       |
| ---------- | ------------------------- | ----- |
| 4-10-2019  | Glasgow — Scarlets        | 21-25 |
| 4-10-2019  | Leinster — Ospreys        | 53-5  |
| 5-10-2019  | Cardiff — Edimburgo       | 11-19 |
| 5-10-2019  | Cheetahs — Ulster         | 63-26 |
| 5-10-2019  | Connacht — Benetton       | 41-5  |
| 5-10-2019  | Southern Kings — Munster  | 20-31 |
| 5-10-2019  | Zebre — Dragons           | 28-52 |
|            |                           |       |
|            | 5ª giornata               |       |
| 1-11-2019  | Glasgow — Southern Kings  | 50-0  |
| 1-11-2019  | Leinster — Dragons        | 50-15 |
| 1-11-2019  | Ulster — Zebre            | 22-7  |
| 2-11-2019  | Benetton — Edimburgo      | 18-16 |
| 2-11-2019  | Cardiff — Munster         | 23-33 |
| 2-11-2019  | Ospreys — Connacht        | 10-20 |
| 2-11-2019  | Scarlets — Cheetahs       | 17-13 |
|            |                           |       |
|            | 8ª giornata               |       |
| 20-12-2019 | Leinster — Ulster         | 54-42 |
| 21-12-2019 | Zebre — Benetton          | 8-13  |
| 21-12-2019 | Connacht — Munster        | 14-19 |
| 21-12-2019 | Dragons — Scarlets        | 22-20 |
| 21-12-2019 | Glasgow — Edimburgo       | 20-16 |
| 21-12-2019 | Ospreys — Cardiff         | 16-19 |
| 25-1-2020  | Southern King — Cheetahs  | 30-31 |
|            |                           |       |
|            | 11ª giornata              |       |
| 14-2-2020  | Glasgow — Zebre           | 56-24 |
| 14-2-2020  | Munster — Southern Kings  | 68-3  |
| 15-2-2020  | Leinster — Cheetahs       | 36-12 |
| 15-2-2020  | Scarlets — Edimburgo      | 9-14  |
| 15-2-2020  | Ospreys — Ulster          | 26-24 |
| 15-2-2020  | Connacht — Cardiff        | 29-0  |
| 6-3-2020   | Dragons — Benetton        | 25-37 |
|            |                           |       |
|            | 14ª giornata              |       |
| 21-8-2020  | Benetton — Zebre          | 13-17 |
| 22-8-2020  | Scarlets — Cardiff        | 32-12 |
| 22-8-2020  | Glasgow — Edimburgo       | 15-30 |
| 22-8-2022  | Leinster — Munster        | 27-25 |
| 23-8-2020  | Ospreys — Dragons         | 20-20 |
| 23-8-2020  | Connacht — Ulster         | 26-20 |
|            | Southern Kings — Cheetahs | n/a   |

|            | 3ª giornata               |       |
| ---------- | ------------------------- | ----- |
| 11-10-2019 | Dragons — Connacht        | 14-38 |
| 11-10-2019 | Leinster — Edimburgo      | 40-14 |
| 12-10-2019 | Cheetahs — Munster        | 40-16 |
| 12-10-2019 | Glasgow — Cardiff         | 17-13 |
| 12-10-2019 | Ospreys — Benetton        | 24-20 |
| 12-10-2019 | Scarlets — Zebre          | 54-10 |
| 12-10-2019 | Southern Kings — Ulster   | 17-42 |
|            |                           |       |
|            | 6ª giornata               |       |
| 8-11-2019  | Connacht — Leinster       | 11-42 |
| 8-11-2019  | Edimburgo — Dragons       | 20-7  |
| 9-11-2019  | Cardiff — Cheetahs        | 30-17 |
| 9-11-2019  | Munster — Ulster          | 22-16 |
| 9-11-2019  | Ospreys — Southern Kings  | 14-16 |
| 9-11-2019  | Scarlets — Benetton       | 20-17 |
| 9-11-2019  | Zebre — Glasgow           | 7-31  |
|            |                           |       |
|            | 9ª giornata               |       |
| 26-12-2019 | Cardiff — Dragons         | 16-12 |
| 26-12-2019 | Scarlets — Ospreys        | 44-0  |
| 27-12-2019 | Ulster — Connacht         | 35-3  |
| 28-12-2019 | Benetton — Zebre          | 36-25 |
| 28-12-2019 | Edimburgo — Glasgow       | 29-19 |
| 28-12-2019 | Munster — Leinster        | 6-13  |
| 1-2-2020   | Cheetahs — Southern Kings |       |
|            |                           |       |
|            | 12ª giornata              |       |
| 21-2-2020  | Edimburgo — Connacht      | 41-14 |
| 21-2-2020  | Ospreys — Leinster        | 13-21 |
| 21-2-2020  | Zebre — Munster           | 0-28  |
| 22-2-2020  | Glasgow — Dragons         | 34-19 |
| 22-2-2020  | Ulster — Cheetahs         | 20-10 |
| 23-2-2020  | Cardiff — Benetton        | 34-24 |
| 23-2-2020  | Scarlets — Southern Kings | 36-17 |
|            |                           |       |
|            | 15ª giornata              |       |
| 28-8-2020  | Edimburgo — Glasgow       | 3-15  |
| 29-8-2020  | Dragons — Scarlets        | 20-41 |
| 29-8-2020  | Ulster — Leinster         | 10-28 |
| 30-8-2020  | Munster — Connacht        | 49-12 |
| 30-8-2020  | Cardiff — Ospreys         | 29-20 |
| 30-8-2020  | Zebre — Benetton          | 9-16  |
|            | Cheetahs — Southern Kings | n/a   |

### Classifica girone A
| Pos | Squadra          | G  | V  | N | P  | PF  | PS  | DP   | BMP | Pt |
| --- | ---------------- | -- | -- | - | -- | --- | --- | ---- | --- | -- |
| 1   | Leinster         | 15 | 15 | 0 | 0  | 531 | 216 | +315 | 9   | 69 |
| 2   | Ulster           | 15 | 8  | 1 | 6  | 385 | 306 | +79  | 10  | 44 |
| 3   | Glasgow Warriors | 15 | 8  | 0 | 7  | 364 | 329 | +35  | 6   | 38 |
| 4   | Cheetahs         | 13 | 6  | 0 | 7  | 342 | 280 | +62  | 8   | 32 |
| 5   | Dragons          | 15 | 5  | 1 | 9  | 283 | 415 | −132 | 2   | 24 |
| 6   | Zebre            | 15 | 3  | 1 | 11 | 230 | 399 | −169 | 7   | 21 |
| 7   | Ospreys          | 15 | 2  | 2 | 11 | 205 | 375 | −170 | 5   | 17 |

### Classifica girone B
| Pos | Squadra        | G  | V  | N | P  | PF  | PS  | DP   | BMP | Pt |
| --- | -------------- | -- | -- | - | -- | --- | --- | ---- | --- | -- |
| 1   | Edimburgo      | 15 | 11 | 0 | 4  | 391 | 225 | +166 | 7   | 51 |
| 2   | Munster        | 15 | 10 | 0 | 5  | 426 | 255 | +171 | 11  | 51 |
| 3   | Scarlets       | 15 | 10 | 0 | 5  | 354 | 274 | +80  | 7   | 47 |
| 4   | Connacht       | 15 | 8  | 0 | 7  | 302 | 360 | −58  | 8   | 40 |
| 5   | Benetton       | 15 | 6  | 1 | 8  | 309 | 350 | −41  | 10  | 36 |
| 6   | Cardiff Rugby  | 15 | 7  | 0 | 8  | 283 | 327 | −44  | 5   | 33 |
| 7   | Southern Kings | 13 | 1  | 0 | 12 | 204 | 498 | −294 | 3   | 7  |

## Play-off
|  | Semifinali | Semifinali | Semifinali |        |          | Finale   | Finale | Finale |  |
|  |            |            |            |        |          |          |        |        |  |
|  | 1A         | Leinster   | 13         |        |          |          |        |        |  |
|  | 1A         | Leinster   | 13         |        |          |          |        |        |  |
|  | 2B         | Munster    | 3          |        |          |          |        |        |  |
|  | 2B         | Munster    | 3          |        | Leinster | Leinster | 27     |        |  |
|  |            |            |            |        | Leinster | Leinster | 27     |        |  |
|  |            |            | Ulster     | Ulster | 5        |          |        |        |  |
|  | 1B         | Edimburgo  | Ulster     | Ulster | 5        | 19       |        |        |  |
|  | 1B         | Edimburgo  |            |        |          |          |        |        |  |
|  | 2A         | Ulster     | 22         |        |          |          |        |        |  |

### Semifinali
| Arbitro: | Andrew Brace |

|                 |      |             |
| Kelleher 27’    | mt   |             |
| Sexton 27’      | tr   |             |
| Sexton 40’, 67’ | c.p. | 5’ Hanrahan |

| Arbitro: | Frank Murphy |

|                                  |      |                                   |
| McInally 13’ Graham 45’ Dean 56’ | mt   | 53’ Lyttle 61’ Herring 74’ Andrew |
| v.d. Walt 45’, 56’               | tr   | 53’ Burns 74’ Madigan             |
|                                  | c.p. | 80’ Madigan                       |

### Finale
| Arbitro: | Andrew Brace |

| |              | |
| Lowe 12’ Henshaw 45’ Doris 71’ | mt           | 3’ Hume |
| R. Byrne 12’, 45’ Sexton 71’ | tr           | |
| R. Byrne 26’, 44’ | c.p.         | |
| · Larmour · Keenan · 67’ Ringrose · Henshaw · Lowe · 59’ R. Byrne · 59’ Gibson-Park · Conan · 72’ v.d. Flier · Doris · 62’ Ryan · Toner · 62’ Porter · 59’ Kelleher · 52’ Healy | Formazioni   | · Lowry · Lyttle · Hume · McCloskey · Stockdale · Burns 54’ · Mathewson 47’ · Coetzee 47’ · Reidy · Rea 55’ · Henderson 47’ · O’Connor · O’Toole 55’ · Herring 20’ 34’ 72’ · O’Sullivan 47’ |
| · 59’ Tracy · 52’ E. Byrne · 62’ Bent · 62’ Fardy · 72’ Connors · 59’ McGrath · 59’ Sexton · 67’ O’Loughlin                                                                     | Sostituzioni | · Andrew 20’ 34’ 72’ · McGrath 47’ · Moore 55’ · Carter 47’ · J. Murphy 55’ · Cooney 47’ · Madigan 54’ · Timoney 47’                                                                        |
| Leo Cullen | Allenatori   | Dan McFarland |

## Verdetti
- Leinster: Campione del Pro14.
- Leinster, Ulster, Dragons, Glasgow Warriors, Munster, Edimburgo, Scarlets, Connacht: qualificate alla Champions Cup 2020-21.
- Benetton, Cardiff Rugby, Ospreys, Zebre: qualificate alla Challenge Cup 2020-21.